# Ученики Шаолиня
«Ученики Шаолиня» (кит. 洪拳小子, англ. Disciples of Shaolin, букв. Парни Хунгар) — фильм с боевыми искусствами режиссёра Чжана Чэ. Премьера состоялась 28 июня 1975 года в Гонконге. Съёмки проходили на Тайване. В 1993 году вышел ремейк под названием «Босоногий».

## Сюжет
Двадцатилетний Гуань Фэнъи получает работу на текстильной фабрике Син Фа Лун благодаря своему другу Хуан Ханю. Оба обучены кунг-фу, но в отличие от импульсивного Фэнъи, Хань сдержан с тех пор как потерпел поражение о рук противника.
Маньчжур Ха Хэбу открывает текстильную фабрику Куай Лянь Тун, становящуюся конкурентом фабрики Син Фа Лун. Однажды между Фэнъи и его начальником Тань Дабао развязывается драка из-за пустяка, которая даёт некоторые представления о боевых навыках Фэнъи. У Ха Хэбу два помощника — Лунь Инту и Ян, оба разбираются в боевых искусствах. Они избивают пятерых рабочих с фабрики-конкурента, включая брата знакомой Гуань Фэнъи. Этот инцидент приводит к противостоянию между рабочими обеих фабрик. В очередной раз Фэнъи показывает своё мастерство, тем самым помогая своему начальнику, который после этого повышает его до старшего рабочего.
Инту и его сообщники нападают на рабочих Син Фа Лун и убивают Ли Цзя, одного из старших рабочих. Фэнъи мстит за коллегу, избивая Инту и его людей. Хэ, хозяин фабрики Син Фа Лун, награждает Фэнъи украшениями из золота и новым домом. К ужасу Хуан Ханя, Фэнъи «пьянеет» от своего успеха. Позже Фэнъи ещё раз спасает своего начальника от рук противника. С того момента Фэнъи повышен до правой руки своего босса. Одурманенный своим успехом, он оказывается в ловушке своих врагов. Развязывается большая драка, в которой Фэнъи получает смертельное ранение от человека Ха Хэбу по прозвищу Железный Палец, после того как убил нескольких подручных Хэбу. В итоге Хуан Хань мстит за Фэнъи, убивая Ха Хэбу.

## В ролях
| Актёр         | Роль                 |
| ------------- | -------------------- |
| Александр Фу  | Гуань Фэнъи          |
| Ци Гуаньцзюнь | Хуан Хань            |
| Чэнь Минли    | Сюй Сяоин            |
| Ван Цзинпин   | Чу Хун               |
| Лу Ди         | босс Хэ Синфа        |
| Цзян Дао      | босс Ха Хэбу         |
| Фун Хакъон    | Лунь Инту            |
| Хань Цзян     | инспектор Тань Дабао |
| Фань Шоуи     | инспектор Чэнь Чжэн  |
| Сюй Ли        | Ян                   |
| Стефан Ип     | Хун                  |
| Лам Файвон    | охранник босса Хэ    |
| Джейми Лук    | охранник босса Хэ    |

## Съёмочная группа
- Компания: Chang's Film Co.
- Режиссёр: Чжан Чэ
- Сценарист: Ни Куан[кит.], Чжан Чэ
- Ассистент режиссёра: Фань Шоуи, Чжоу Сяопэй, У Юэлин
- Постановка боевых сцен: Лю Цзялян
- Художник Гу И
- Монтажёр: Куок Тинхун
- Грим: Чжао Юйчжэнь, Ю Ваньцзюнь
- Дизайнер по костюмам: Хуан Жун, Лэй Кхэй
- Оператор: Сюй Дэли, Гун Мудо
- Композитор: Фрэнки Чань[кит.]

## Реакция
- «К сожалению, то, что могло быть отличным фильмом, омрачено очень некачественным монтажом» — The Encyclopedia of Martial Arts Movies[4].
- «Ученики Шаолиня — это солидное, хотя и низконаправленное по своим масштабам, достижение Shaw Brothers от их ведущих звёзд и их ведущего постановщика боёв. Простой «крючок» наличия развратного главного героя заставляет его выделиться среди обычных героев, которых вы найдёте в боевой киноиндустрии» — Дж. Дойл Уоллис («DVD Talk»)[5].
- «Поклонникам более современного периода в киноистории Гонконга сюжет Учеников Шаолиня может показаться смутно знакомым, и это действительно так — в 1993-м году фильм был переснят Джонни То под названием Босоногий. Уже по одному этому факту можно понять, что «Ученики Шаолиня» — фильм достойный, ведь в Гонконге ремейки появляются очень и очень редко. И это действительно одна из лучших картин Чанга Че» — Борис Хохлов («HKCinema.ru»)[6].
- «Этот фильм был поистине новаторской территорией не только для Фу Шэна, но и для фильмов о боевых искусствах в будущем. С успехом этого фильма Фу Шэн доказал, что он может как драться, так и играть роль» — «cityonfire.com»[7].
- «Ученики Шаолиня — это фантастическое творение от Чжан Чэ, хвастающееся удивительно богатым сценарием и одним из самых лучших и впечатляющих выступлений Фу Шэна» — Уилл Коуф («Silver Emulsion Film Reviews»)[8].